# Horch Beyrouth
Horch Beyrouth är en skog i Libanon.   Den ligger i guvernementet Beyrouth, i den centrala delen av landet.
Runt Horch Beyrouth är det i huvudsak tätbebyggt. Runt Horch Beyrouth är det mycket tätbefolkat, med 2 028 invånare per kvadratkilometer.